# Isabel de los Ángeles Ruano
Isabel de los Ángeles Ruano (Chiquimula, 3 de junio de 1945) es una escritora, poeta, periodista y docente guatemalteca.

## Biografía
En 1954 (a los nueve años de edad) vivió con sus padres en México. En 1957 regresó a Guatemala con sus padres. Vivió en varias localidades de los departamentos de Jutiapa y Chiquimula, en el oriente del país. En Chiquimula ingresó al Instituto Normal de Señoritas de Oriente, donde se graduó de maestra de educación primaria en 1964 (a los 18 años de edad). En 1966 ―a los 21 años de edad― viajó por su cuenta a México, donde publicó su primer poemario, titulado Cariátides. El prólogo de la obra fue firmado por el poeta español León Felipe (1884-1968):

Eres un niño, un ángel, un poeta. Tienes un destino. Y has venido a decir algo.
León Felipe, en el prólogo del libro Cariátides

Al año siguiente (1967) volvió a la ciudad de Guatemala, donde comenzó a trabajar en medios periodísticos. Trabajó también en el INCA (Instituto Normal para Señoritas «Centroamérica»).
A finales de los años ochenta ―cuando tenía poco más de 40 años de edad― empezó a padecer trastornos mentales y se convirtió en vendedora ambulante.

[Su identidad] también sufrió un cambio, y se ve a sí misma en la figura de un hombre, del cual se viste desde hace muchísimo tiempo, y al cual ella misma llamaba Pablo en los años ochenta.
Aída Toledo, crítica y escritora

Mario Campaña le dedicó Casa de luciérnagas, una antología de poetas hispanoamericanos de la actualidad.
Se dedicó a trabajar como vendedora ambulante independiente en el centro de la capital, donde ―junto con sus versos― vendía lociones, desodorantes y jabones.
En 2001, el Consejo Asesor para las Letras del Ministerio de Cultura guatemalteco le concedió el Premio Nacional de Literatura «Miguel Ángel Asturias»:

Solo en ella existe una insondable y heroica cohesión entre vida y obra.
Consejo Asesor para las Letras del Ministerio de Cultura

## Vida privada
En 2013 todavía deambulaba por la capital, vestida de varón y alejada de la realidad. Se la podía ver casi todos los días a la tarde en la 11 Calle y 4.ª Avenida de la zona 1, donde tomaba un bus de la ruta 205, ya que vivía en la Zona 21, en la colonia Justo Rufino Barrios.

## Obras

### Libros[6]
- 1967: Cariátides. México DF: Ecuador OO’O.
- 1988: Canto de amor a la ciudad de Guatemala. Guatemala: CENALTEX, Ministerio de Educación.
- 1988: Torres y tatuajes. Guatemala: Grupo Literario Editorial RIN-78.
- 1999: Los del viento. Guatemala: Óscar de León Palacios.
- 2002: Café express. Guatemala: Cultura, 57 páginas. Reeditado en 2008.[7] Por esta obra recibió el Premio Nacional de Literatura.[4]
- 2006: Versos dorados. Guatemala: Cultura, 106 págs.[8]
- 2020: El perro ciego. Guatemala: Cultura, 64 págs.

### Poemas más conocidos
- A Luis Cernuda.[9]
- Cantar indio.[10]
- Caricatura de la verdad.[11]
- Cinematógrafo.[12]
- Dolor.[13]
- El silencio cerrado.[14]
- Frente al espejo.[15]
- Hora sin soporte.[16]
- La noche.[13]
- Los del viento.[17]
- Los desterrados.[18]
- Mi casa y mi palabra.[19]
- Mis manos.[13]
- Muerte en el tiempo.[13]
- Onán.[20]
- Palabras a Ángela Figuera Aymerich.[6]
- Poema de la sangre.[21]
- Tres poemas ágiles.[22]